# Gastrocotyle trachuri
Gastrocotyle trachuri is een soort in de taxonomische indeling van de platwormen (Platyhelminthes). De worm is tweeslachtig en kan zowel mannelijke als vrouwelijke geslachtscellen produceren. De soort leeft in zeer vochtige omstandigheden.
De platworm behoort tot het geslacht Gastrocotyle en behoort tot de familie Gastrocotylidae. De wetenschappelijke naam van de soort werd voor het eerst geldig gepubliceerd in 1863 door Pierre-Joseph Van Beneden en C.-E. Hesse. Deze erg kleine platworm werd ontdekt als parasiet op de kieuwen van de horsmakreel Caranx trachurus.